# چیمه‌لی (قره‌تاش)
چیمه‌لی (به ترکی استانبولی: Çimeli) یک منطقهٔ مسکونی در ترکیه است که در قره‌تاش (شهر) واقع شده‌است.